# カミスン!
『カミスン!』（英称：ComingSoon!!）は、TBSテレビで2011年4月25日から2012年3月26日まで放送されていた深夜生放送音楽番組。

## 概要
TBSとしては『月光音楽団』以来の平日深夜音楽番組となり、中居正広にとってTBSでの音楽番組の司会は以前放送されていた『うたばん』『ザ・ミュージックアワー』以来となる。また、「本格的な生放送のレギュラー音楽番組」としては『突然バラエティー速報!!COUNT DOWN100』以来18年ぶりとなる。
毎週数組のアーティストが出演し、中居とトークを繰り広げた後、ライブを披露する。トーク時にアーティストと中居は対面配置になっており、ライブ終了後は即時退場となる。他の歌番組とは異なり、最後の集合ラインナップは一切なく中居が単独で番組を締めるが、これらは全て中居の意向を反映したものである。また、番組の最後では出演したアーティストが出している（若しくは出す予定の）アルバムと、そのアーティストによる手書きのPOPを中居の前に並べて置いてあり、このPOPは一部を除き番組公式サイトに放送後、1週間掲載されている。
Twitterとの連動も行われており、番組中で中居がiPadで「#cmsn」タグが付けられたツイートを読み上げている。2011年7月18日放送分からは、ツイートを画面左上にハンドルネームと共にほぼリアルタイムで表示するようになった。これは以後「カミスン!Review」で行われている。
2012年4月24日から火曜日21時枠で、中居・江角マキコ・AKB48のレギュラー3組司会の音楽番組『火曜曲!』の放送開始に伴い、本番組は2012年3月26日をもって終了した。
以降当枠は30分番組2本に分割されている。0時前半枠には『金銭感覚お試しバラエティ カカクの王様』を7月23日まで放送。0時後半枠には金曜深夜放送の『フライデードラマNEO』が『ドラマNEO』に改題、移動し放送されている。しかし、1年半後の2013年9月3日で『火曜曲!』は終了し、11月11日（当初は10月21日予定だった）から月曜24時枠で、中居・リリー・フランキーのレギュラー2人が司会の音楽番組『Sound Room』の放送が開始されている。
aikoや、ジャニーズ事務所所属歌手の近藤真彦、嵐、NEWS(小山、加藤のみ)、関ジャニ∞、Sexy Zone、A.B.C-Z、GIZA studio所属歌手等の一部アーティスト及び、18歳未満のアーティストは一度も出演しなかった（ただし事前収録された放送分は除く。詳しくは下記を参照されたい）。

## 内容
番組の流れは主に以下の通り。
- まず、中居がスタジオに組まれた円形テーブルの内側に座り、テーブル越しにアーティストと向かい合わせでトークを行う[5]。
- トークが終わるとアーティストのみテーブルから離れて曲の準備に入り、中居はテーブル内に残って曲紹介をする（トークと曲の間や曲の後にCMが入ることもある）。
- アーティストは曲が終わるとテーブル内の中居とその場で簡単なトークをして退場、スタジオには残らない。
- 中居はアーティストが退場するとすぐさま次のアーティストとトークを行う。
- 番組ラストで「重大なお知らせ」→次回出演アーティスト→本日出演アーティスト自作POPを紹介し、中居1人で番組を閉める。

### コーナー
1. 重大なお知らせ
  - 特別編時を除き毎回行われるコーナー。最後のアーティストの出演が終わった後「重大なお知らせ」と称し、音楽とは関係のない天気予報・交通情報やイベント予定などを、日本全国の中継と共に中居が伝える。放送初回より存在。
2. カミスン! Review
  - 今注目を浴びつつある若手アーティストにスポットを当てるコーナー。初回は所属レコード会社の宣伝マンがアーティストの紹介を行う形式で、アーティスト本人の生出演はなかったが、2回目以降はアーティスト本人が生出演し、ライブを行う形式に変更されている。このコーナーでは中居によるアーティスト紹介後ライブを行い、その後トークとなる。2011年5月30日開始。
3. カミスン・コラボ
  - 様々なエンターテインメントとコラボする。2011年7月25日開始。
4. カミスン! ニュース
  - 最新の音楽情報、レコチョクの各種ランキング速報を扱う。放送時間の都合上、出演できない18歳以下のアーティストの紹介も行う。2011年10月10日開始。
5. カミスン! NEXT
  - これから注目を浴びるかもしれない若手アーティストにスポットを当てるコーナー。カミスン! Reviewとは異なり、VTRによるアーティスト紹介後ライブを行い、その後自身のアピールポイントなどをトークする。2012年1月23日開始。
6. カミスン! 特別編
  - 通常の生放送と異なり、録画で放送される当番組の総集編を含む不定期企画。

## 出演者

### MC
- 中居正広（当時SMAP）

### 出演アーティスト

#### 2012年
- 「番組最後の中継」欄の（）内は、その中継をバックに伝えられた『重大なお知らせ』。
- 放送日欄の星印（☆）は特別編および総集編。

### タイトルコール
- 服部伴蔵門

## 放送局
| 放送対象地域   | 放送局                    | 放送日時            | 遅れ                 | 放送開始日     | 備考          |
| -------------- | ------------------------- | ------------------- | -------------------- | -------------- | ------------- |
| 関東広域圏     | TBSテレビ(TBS) （制作局） | 月曜 23:50 - 翌0:50 | 同時ネット（生放送） | 2011年4月25日  | [ 13 ]        |
| 北海道         | 北海道放送(HBC)           | 月曜 23:50 - 翌0:50 | 同時ネット（生放送） | 2011年4月25日  |               |
| 山形県         | テレビユー山形(TUY)       | 月曜 23:50 - 翌0:50 | 同時ネット（生放送） | 2011年4月25日  |               |
| 福島県         | テレビユー福島(TUF)       | 月曜 23:50 - 翌0:50 | 同時ネット（生放送） | 2011年4月25日  |               |
| 静岡県         | 静岡放送(SBS)             | 月曜 23:50 - 翌0:50 | 同時ネット（生放送） | 2011年4月25日  |               |
| 石川県         | 北陸放送(MRO)             | 月曜 23:50 - 翌0:50 | 同時ネット（生放送） | 2011年4月25日  |               |
| 岡山県・香川県 | 山陽放送(RSK)             | 月曜 23:50 - 翌0:50 | 同時ネット（生放送） | 2011年4月25日  |               |
| 愛媛県         | あいテレビ(ITV)           | 月曜 23:50 - 翌0:50 | 同時ネット（生放送） | 2011年4月25日  |               |
| 福岡県         | RKB毎日放送(RKB)          | 月曜 23:50 - 翌0:50 | 同時ネット（生放送） | 2011年4月25日  |               |
| 熊本県         | 熊本放送(RKK)             | 月曜 23:50 - 翌0:50 | 同時ネット（生放送） | 2011年4月25日  |               |
| 新潟県         | 新潟放送(BSN)             | 月曜 23:50 - 翌0:50 | 同時ネット（生放送） | 2011年4月27日  | [ 14 ]        |
| 広島県         | 中国放送(RCC)             | 月曜 23:50 - 翌0:50 | 同時ネット（生放送） | 2011年4月27日  | [ 14 ]        |
| 中京広域圏     | 中部日本放送(CBC)         | 月曜 23:50 - 翌0:50 | 同時ネット（生放送） | 2011年4月29日  | 現：CBCテレビ |
| 宮城県         | 東北放送(TBC)             | 月曜 23:50 - 翌0:50 | 同時ネット（生放送） | 2011年10月17日 |               |
| 長崎県         | 長崎放送(NBC)             | 月曜 23:50 - 翌0:50 | 同時ネット（生放送） | 2011年10月17日 |               |

### 過去のネット局
| 放送対象地域 | 放送局        | 放送日時            | 遅れ                 | 放送期間                |
| ------------ | ------------- | ------------------- | -------------------- | ----------------------- |
| 沖縄県       | 琉球放送(RBC) | 月曜 23:50 - 翌0:50 | 同時ネット（生放送） | 2011年4月25日 - 9月26日 |

## スタッフ
- タイトルコール：服部伴蔵門
- 構成：鈴木おさむ、北本かつら、若尾守重、柳しゅうへい、美濃部達宏、矢野了平/播田ナオミ、矢島悦子、高橋秀一、清準一郎
- タイトルデザイン：佐藤康弘
- CG：森三平
- FL-α：青木貴則
- TM：長谷川晃司
- TD：山下直、森哲郎
- VE：高橋康弘、下山剛司
- カメラ：中野啓
- 音声：森和哉、山田健吾、武田聡之
- PA：井上忠紀
- 照明：中川剛、原昇
- 美術プロデューサー：中江大志
- 美術デザイナー：高松浩則、中川日向子、宇野宏美
- 美術制作：長谷川隆之、朝川菜美
- 装置：鈴木匡人、小野寺浩
- 電飾：西田和正、住義仁
- 装飾：篠原直樹
- アクリル装飾：青木剛
- 楽器：高井啓光
- ヘアメイク：鈴木未希子、アートメイク・トキ
- 音響効果：後藤俊輔
- TK：長谷川道子、常藤直子
- デスク：江畑亜矢子
- 編成：片山剛、福田健太郎
- 技術協力：エヌ・エス・ティー、東通、ティ・エル・シー、TAMCO、赤坂ビデオセンター、ラ・ルーチェ
- 制作協力：ファルコン、ボトム
- AP：久松理絵、遠藤英里、西沢雅文、藤村卓也
- ディレクター・演出：青山優子、伊藤雄介、成田雅仁、世良田光、梶浦裕人、前澤位江、鈴木あゆみ、小野寺智
- 総合演出：朝岡慶太郎
- プロデューサー：古谷英一、帯純也、志賀大士
- 製作著作：TBS

## 関連番組
- 音楽の日
  - 2011年以降毎年1回（7月）に放送されているTBS系列の大型音楽番組。